# Отрив (Тарн и Гарона)
Отрив (фр. Auterive) насеље је и општина у јужној Француској у региону Миди Пирене, у департману Тарн и Гарона која припада префектури Кастелсаразен.
По подацима из 2011. године у општини је живело 62 становника, а густина насељености је износила 16,85 становника/km². Општина се простире на површини од 3,68 km². Налази се на средњој надморској висини од 120 метара (максималној 152 m, а минималној 107 m).

## Демографија
| 1962. | 1968. | 1975. | 1982. | 1990. | 1999. | 2011. |
| ----- | ----- | ----- | ----- | ----- | ----- | ----- |
| 71    | 74    | 67    | 71    | 55    | 50    | 62    |

График промене броја становника у току последњих година